# Epinecrophylla ornata
Az Epinecrophylla ornata a madarak osztályának verébalakúak (Passeriformes) rendjébe és a hangyászmadárfélék (Thamnophilidae) családjába tartozó faj.

## Rendszerezése
A fajt Philip Lutley Sclater angol ügyvéd és zoológus írta le 1853-ban, a Formicivora nembe Formicivora ornata néven. Sorolták a  Myrmotherula nembe is Myrmotherula ornata néven is.

## Alfajai
- Epinecrophylla ornata atrogularis (Taczanowski, 1874)
- Epinecrophylla ornata hoffmannsi (Hellmayr, 1906)
- Epinecrophylla ornata meridionalis (Zimmer, 1932)
- Epinecrophylla ornata ornata (P. L. Sclater, 1853)
- Epinecrophylla ornata saturata (Chapman, 1923)[2]

## Előfordulása
Dél-Amerika nyugati részén, Bolívia, Brazília, Kolumbia, Ecuador és Peru területén honos. Természetes élőhelyei a szubtrópusi vagy trópusi síkvidéki esőerdők és mocsári erdők, folyók és patakok környéke. Állandó, nem vonuló faj.

## Megjelenése
Testhossza 10 centiméter.

## Életmódja
Különböző rovarokkal és pókokkal táplálkozik.

## Természetvédelmi helyzete
Az elterjedési területe nagy, egyedszáma pedig stabil. A Természetvédelmi Világszövetség Vörös listáján nem fenyegetett fajként szerepel.